# Euglossa bazinga
Euglossa bazinga es una especie de himenóptero apócrito de la familia Apidae. La especie fue nombrada así por una frase del personaje de ficción Sheldon Cooper de la serie televisiva The Big Bang Theory. Se encuentra amenazada por la pérdida de su hábitat.

## Taxonomía y nomenclatura
E. bazinga es una de las aproximadamente 130 especies actualmente identificadas del género Euglossa, llamadas comúnmente abejas de las orquídeas. Anteriormente fue identificada erróneamente con Euglossa ignita. En diciembre del 2012, los biólogos brasileños André Nemesio y Rafael R. Ferrari la identificaron como especies distintas y la nombraron Euglossa bazinga en referencia a la popular frase del personaje de ficción Sheldon Cooper, interpretado por Jim Parsons de la serie televisiva The Big Bang Theory. Acerca del nombre, Nemésio mencionó que lo nombró así porque el popular personaje de ficción menciona esta palabra (bazinga) cada vez que logra engañar a alguien, en referencia a que esta especie logró engañar a la comunidad científica con su similitud con E. ignita. Irónicamente, Sheldon Cooper es alérgico a las abejas tal como se ve en el episodio La Hipótesis del Big Bran, de la primera temporada.

## Distribución y hábitat
E. bazinga ha sido identificado en el centro y norte del Mato Grosso, en Brasil. Es una de las pocas especies de su género que se encuentra la ecorregión del Cerrado

## Morfología
E. bazinga es la más pequeña de las especies pertenecientes al subgénero Glossura, del género Euglossa, pero tiene la lengua más larga en proporción a su cuerpo.